# Arkansas State Route 16
Die Arkansas State Route 16 (kurz AR 16) ist eine Ost-West-Richtung verlaufende State Route im US-Bundesstaat Arkansas.
Die State Route beginnt am U.S. Highway 412 in Siloam Springs und endet in Searcy am U.S. Highway 67. Die Straße ist größtenteils eine ländliche zweispurige Straße. Sie trifft bei Fayetteville auf die U.S. Highways 62 und 71.